# 安元御賀日記
『安元御賀日記』（あんげんおんがのにっき）は、平安時代の歌人、藤原隆房による後白河法皇50歳の祝賀の儀の様子を記した日記。安元御賀記とも。この祝賀は、安元2年（1176年）3月に法住寺において行われた。写本が数種類伝わる。群書類従所収。
平成17年（2005年）に徳川美術館にある鎌倉時代初期の写本が、重要文化財に指定された。